# Baška (Slowakei)
Baška (ungarisch Baska) ist eine Gemeinde in der Ostslowakei im Okres Košice-okolie. Sie befindet sich am westlichen Ende der Košická kotlina und den östlichen Ausläufern des Slowakischen Erzgebirges.
Der Ort wurde im Jahr 1322 zum ersten Mal als Bosk schriftlich erwähnt, entstanden ist er wohl im 13. Jahrhundert, eine Nennung des Gebiets unter der Bezeichnung Pousa erfolgt 1247. Im 15. Jahrhundert wandern wie auch im benachbarten Myslava einige deutsche Familien ein, diese werden aber schnell durch die slowakische Bevölkerung assimiliert, lediglich der in damaligen Urkunden genannte Flurname Bangort (daher wohl der immer wieder für die Gemeinde genannte deutsche Name „Baumgarten“) und viele deutsch klingende Familiennamen im Ort zeugen noch davon.
Die Bewohner lebten vor allem von der Landwirtschaft und dank der vielen Wälder auch von der Forstwirtschaft, profitierten aber auch durch die Nähe zur Stadt Kaschau im Osten.
Bis 1918 gehörte die Gemeinde im Komitat Abaúj-Torna zum Königreich Ungarn und kam dann zur neu entstandenen Tschechoslowakei. Durch den Ersten Wiener Schiedsspruch kam sie von 1938 bis 1945 kurzzeitig wieder zu Ungarn.

## Weblinks

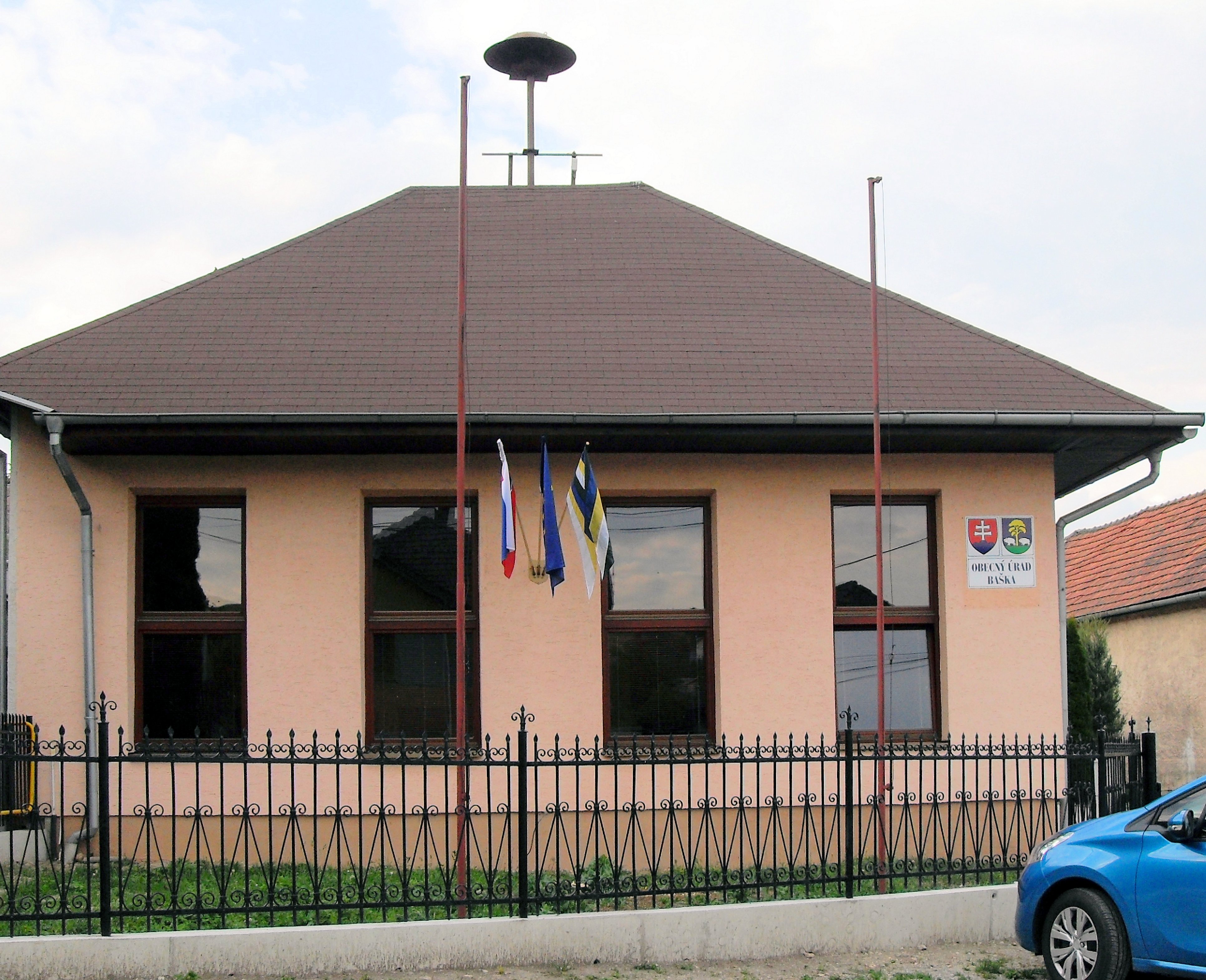
Gemeindeverwaltung von Baška

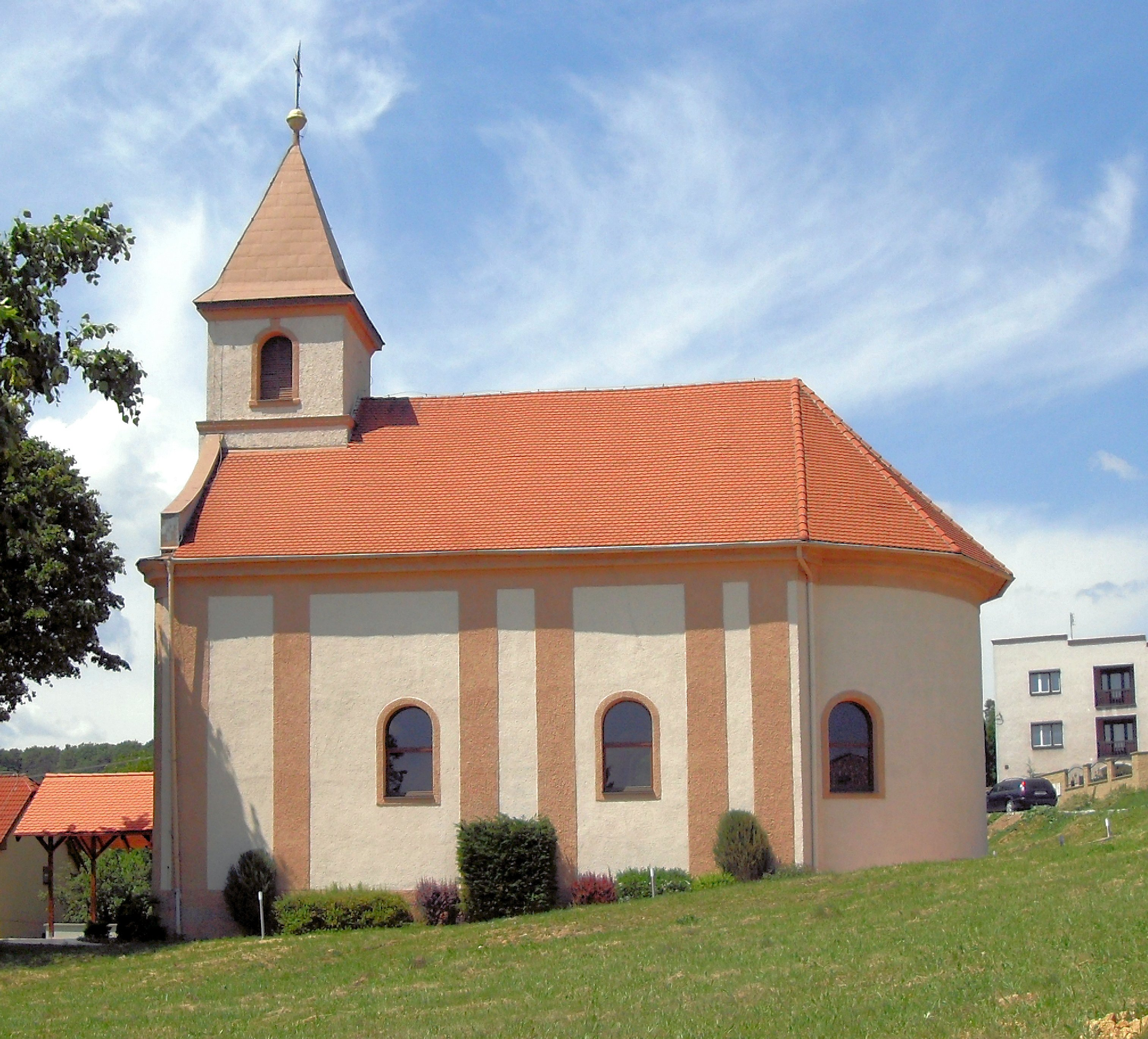
Kirche St. Stephan in Baška

## Bevölkerung
| Jahr                | 1994 | 2004     | 2014     | 2024     |
| ------------------- | ---- | -------- | -------- | -------- |
| Anzahl der Personen | 270  | 326      | 561      | 797      |
| Unterschied         |      | +20,74 % | +72,08 % | +42,06 % |

| Jahr                | 2023 | 2024    |
| ------------------- | ---- | ------- |
| Anzahl der Personen | 779  | 797     |
| Unterschied         |      | +2,31 % |